# Бойцовая рыбка
Бойцовая рыбка, или сиамский петушок (лат. Betta splendens) — вид рыб из семейства макроподовых. Может менять цвет. Является представителем лабиринтовых рыб. Своё название получила благодаря драчливому характеру самцов, участвовавших в турнирных боях в Азии. Популярная аквариумная рыба, известная как петушок. Некоторыми биологами рассматривается как наиболее агрессивная рыба на планете, а подчас и наиболее агрессивный представитель земной фауны. Благодаря частым проявлениям неспровоцированной агрессии и сверх-территориальному поведению является пристальным объектом исследований в бихевиористике. Исследования показали, что бойцовые рыбки разного цвета поведенчески тоже разные, наибольший уровень агрессивности и наименьшую уживчивость проявляют рыбки с чешуёй оттенков красного, как следствие, именно они пользуются наибольшей популярностью у организаторов боёв на тотализаторе и селекционеров. Опыты с эстрогенами и гонадоэктомией самцов не выявили связи агрессивности рыбок с гормональным фоном, в отличие от млекопитающих.

## Места обитания
Родина вида — стоячие или медленно текущие водоёмы Юго-Восточной Азии. Одомашненная селекционная форма аквариумных рыбок — повсеместно.

## История
Первые упоминания о её существовании ориентировочно относятся к 1800 году. В тот период жители Сиама (ныне Таиланд) обратили внимание на небольших рыбок, отличающихся агрессивным поведением по отношению друг к другу. Обнаруженные особи имели короткие плавники и невзрачное коричневого оттенка тело. Сиамцы начали скрещивать диких Betta и получили рыбу, названную Pla Kat, что означает «кусающая рыба».

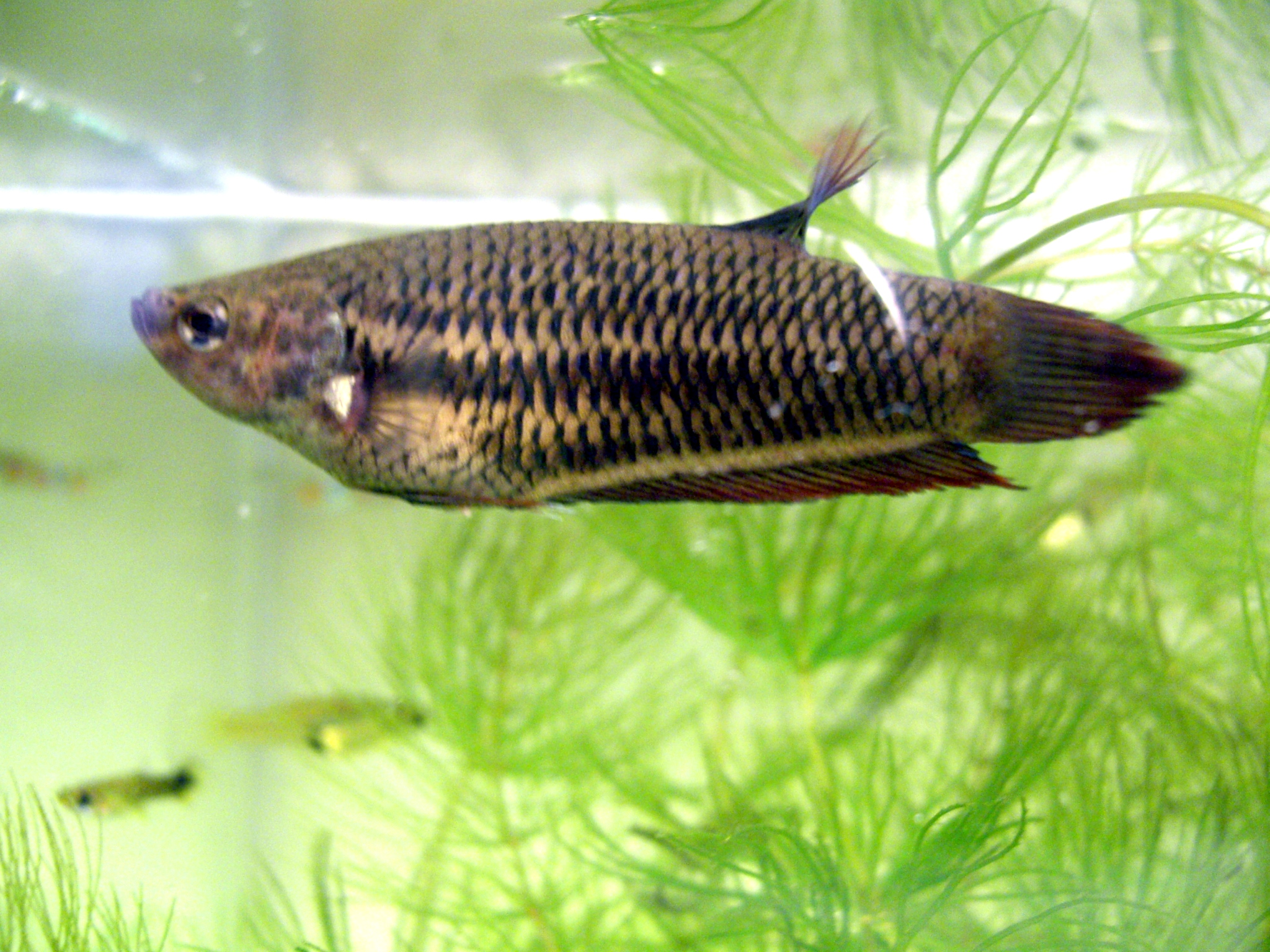
Самка бойцовой рыбки (дикий тип)

В 1840 году король Сиама Рама III передал некоторых из своих ценных экземпляров доктору Теодору Кантору, медику из Бангкока. Спустя 9 лет, работая над характеристикой полученных рыб, доктор Кантор назвал их Macropodus pugnax. Однако в 1909 году британский ихтиолог Чарлз Тейт Риган, занимавшийся классификацией рыб, переименовал их в Betta splendens, отметив, что вид Macropodus pugnax уже существует. Предположительно, Риган позаимствовал название у существовавшего воинствующего племени Bettah.
Возможен перевод: Bettah (воин) Splendid (красивый).
Первая Betta была ввезена в Париж в 1892 году и в Германию в 1896 году. В 1910 году она появилась в США. Обладателем ценного груза стал Фрэнк Локк из Сан-Франциско (Калифорния). В ходе селекции он получил рыбу, названную им Betta cambodia. На самом деле он был одним из первых, получивший новый цветовой вариант Betta splendens.
В России появление Betta splendens имеет несколько версий. Одна из них связана с именем В. М. Десницкого (аквариумист конца XIX — начала XX вв.). В 1896 году он привёз из Сингапура экзотические виды рыб и растений, но нет достоверной информации, был ли среди них род Betta splendens. Однако другой аквариумист-любитель В. С. Мельников в этот же период первым в России развёл ряд лабиринтовых рыб. В его память был учрежден конкурс на лучших бойцовых рыбок. Ещё одна версия гласит, что Betta splendens была завезена французом Г. Сейселем, и от его рыбы пошли все потомки не только российских, но и европейских бойцовых рыбок.

## Описание
Самцы достигают до 5 см длины, самки — около 4 см. Окраска дикой формы светло-оливковая, слегка серая, вдоль или поперёк тела (в зависимости от настроения) проходят более тёмные полосы. Плавники короткие, округлые. Чешуя циклоидная. Рыбка немного напоминает макропода.
Селекционеры вывели многочисленные цветовые и вуалевые вариации, которые получили широкую популярность в аквариумном рыбоводстве.
Селекционные бойцовые рыбки одни из самых красивых аквариумных рыбок, по яркости и красоте окраски они превосходят всех остальных представителей своего семейства. На сегодняшний день выведены вариации красного, синего, жёлтого, зелёного, розового, белого цветов, во время движения рыбок, окраска тела при ярком освещении, играет и переливается, принимая различные оттенки. Особенно яркими становятся самцы во время нереста или стычки с другими самцами. Самки бойцовых рыбок окрашены несколько бледнее, чем самцы, и имеют небольшие плавники. Хотя в последнее время появились самки с несколько удлинёнными плавниками, по окраске не уступающие самцам.

### Вариации селекционных форм и окраса
Современные искусственно выведенные формы бойцовой рыбки отличаются от дикого типа в основном цветом и формой плавников. Торговые стандарты рыбозаводчиков и селекционеров делят рыб на следующие разновидности:
По плавниковой форме и размерам

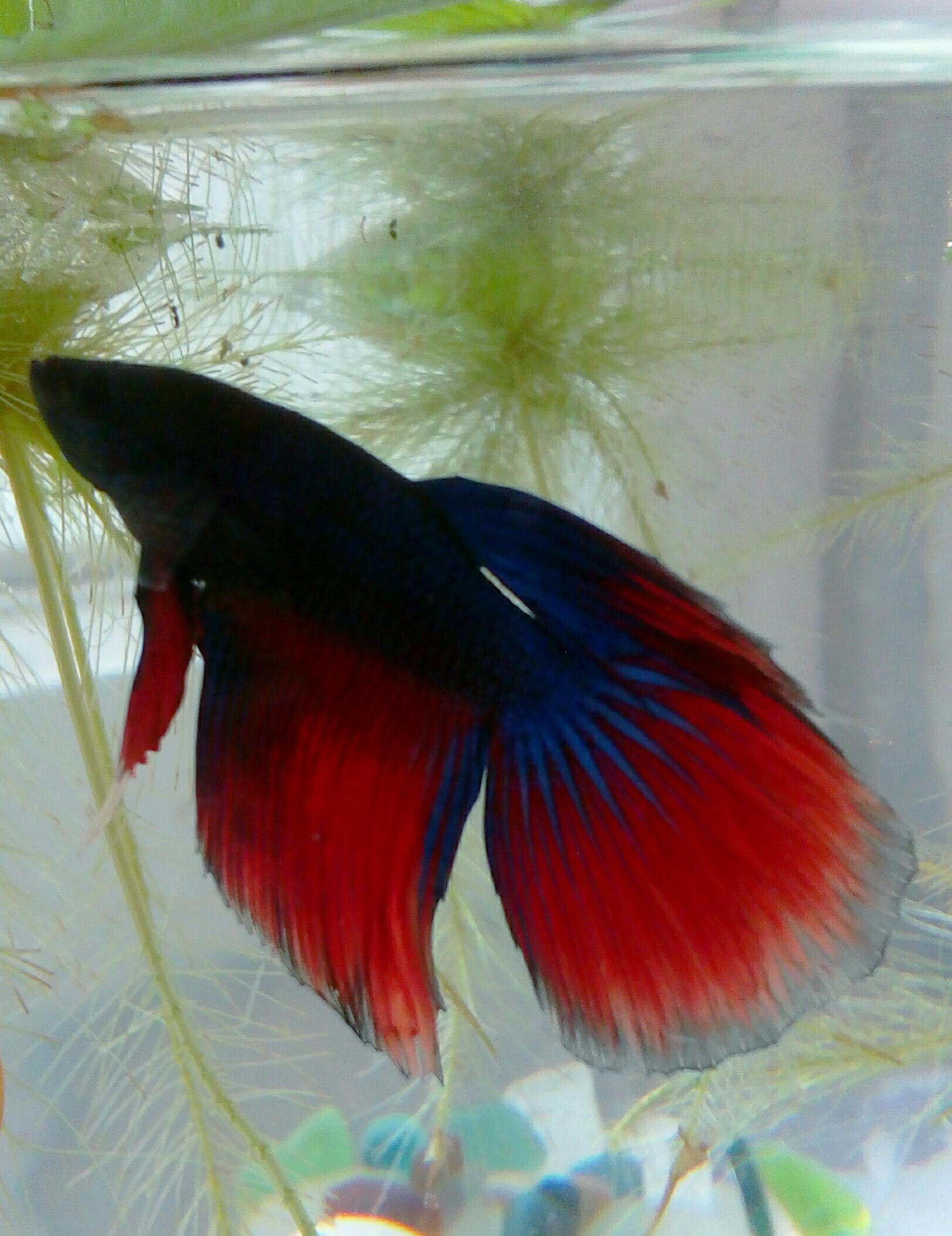
Петушок вуалевый двухцветный

- Полумесяцехвостые бойцовые рыбки (англ. Halfmoon Betta — «Хафмуны»)
- Коронахвостые бойцовые рыбки (англ. Crowntail Betta)
- Вуалехвостые бойцовые рыбки или «вуалевый петушок» (англ. Veiltail Betta)
- Двухвостые бойцовые рыбки (англ. Doubletail Betta)
- Круглохвостые бойцовые рыбки
- Кистехвостые бойцовые рыбки (англ. Spadetail Betta — «Копьехвост»)
- Флагохвостые бойцовые рыбки
- Плакатные бойцовые рыбки (с коротким хвостовым плавником, но остальными — длинными, англ. Plakat Betta)
- Дельтахвостые бойцовые рыбки (с расправленными плавниками, как эмблема авиакомпании — летящего самолёта, англ. Deltatail)
- Гигантские или королевские бойцовые рыбки[7] (большего размера, но пока с короткими плавниками, англ. King Betta; по форме и размеру тела очень сильно похожи на макропода[8])

По окрасу
- Одноцветные (синий, фиолетовый, зелёный, красный, оранжевый, чёрный, белый, жёлтый, кремовый)
- Двухцветные (тело одного цвета, а плавники и/или оконечности плавников — другого)
- Многоцветные «мультиколор» (тело и плавники разного окраса, причём — плавники могут иметь несколько переходящих цветовых оттенков: от светлого к тёмному и наоборот; встречаются рыбки с тёмной головой и передней частью спины, а остальная часть — намного светлее)

Отдельно выделяются драконовые бойцовые рыбки. «Дракон» имеет более массивное тело и большое количество серебристо-металлического покрова на теле с различными цветовыми оттенками и контрастом; чешуя напоминает кольчугу; чаще всего — разновидности петушков плакатного типа и имеют очень контрастную окантовочную расцветку

### Поведение
Если в аквариуме находится только одна пара — самец и самка, — то в обычное время они имеют тусклую расцветку с оттенком основной окраски — красной, синей, зелёной или розовой с коричневыми продолговатыми полосками, идущими вдоль тела от головы к хвосту, и только во время нереста оба окрашиваются в яркие тона.
Несмотря на то, что у рыбок задиристый характер, уживаться с другими водными обитателями петушки все же могут. Например, Betta хорошо совместима с живородящими пецилиевыми, коридорасами, расборами, а вот совершенно не уживется петушок с пираньями, тетраодонами и золотыми рыбками.
Рыбки, которые не уживаются в аквариуме, могут вступать в бои. При этом, схватка происходит по единому сценарию: сначала рыбы подплывают к поверхности, вдыхают воздух, а затем активно дерутся — нападают, кусают друг друга. Кульминационный момент рыбьего боя — сцепление ртами на минуту или полторы. 
Бойцовая рыбка живёт не более 3 лет, после чего погибает. У старых самок, которые не метали икру в молодом возрасте, икра перерождается, образуется закупорка полового отверстия, так что самка делается неспособной к икрометанию.

### Размножение
Половозрелыми становятся в возрасте 3—4 месяца. Для нереста используют аквариумы объёмом от 7 литров. Аквариум оборудуют укрытиями: аквариумными растениями, искусственными гротами. Укрытия необходимы для самки, так как самцы достаточно агрессивны.
Стимулируют нерест подменой большей части воды на более свежую и увеличению температуры воды на 1—3 °C. Перед посадкой на нерест пару желательно «познакомить», для этого сосуды с самкой и самцом ставят рядом, чтобы они могли видеть друг друга. В нерестовый аквариум можно добавить мелколистные плавающие растения, которые самец петушка сможет использовать для усиления гнезда.

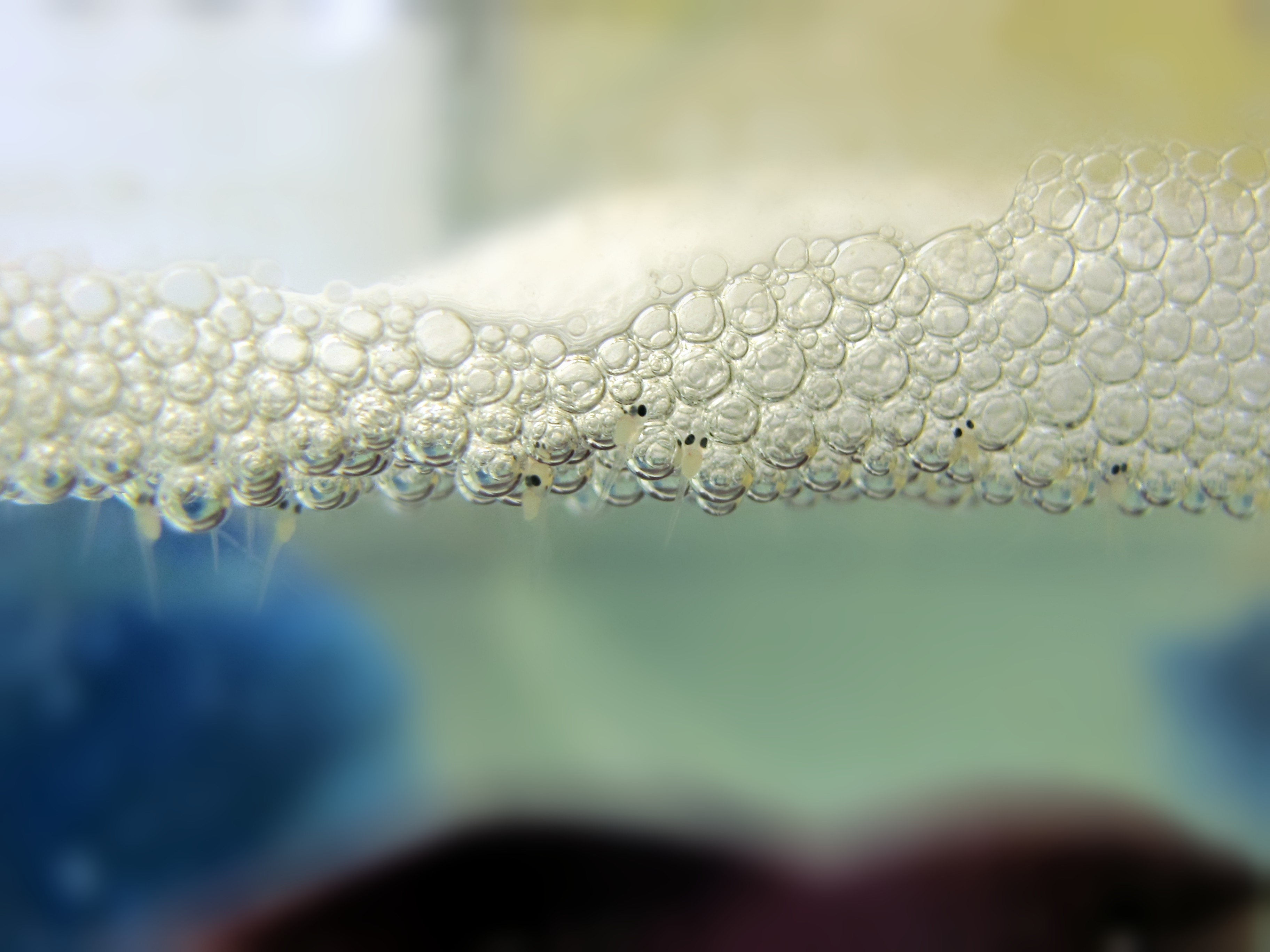
Гнездо через сутки после нереста

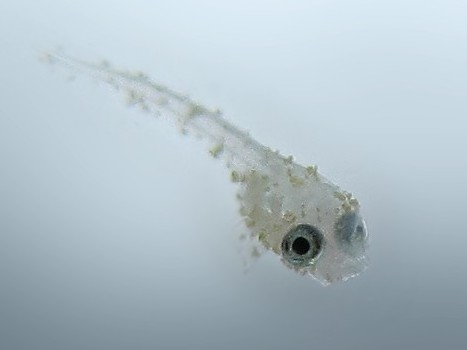
Малёк болен оодиниозом

На поверхности самец строит пенное гнездо из пузырьков воздуха, скрепляя их слюной. Во время нереста самец и самка собирают опускающиеся на дно икринки и проталкивают их в гнездо. После нереста самец отгоняет самку. Самец самостоятельно ухаживает за гнездом, собирая в него выпадающие икринки, а в дальнейшем собирает в гнездо и расплывшиеся в стороны личинки и мальков.
Плодовитость 100—300 икринок, инкубация длится от 36 часов (в зависимости от температуры воды), рекомендуемая температура воды для нереста и развития икринок 28—36 °C.
Скрещиваются с B.smaragdina и B.imbellis.

## Аквариумное содержание
Ввиду того, что рыбки — холоднокровные животные (температура их тела на доли градусов выше температуры окружающей среды, от которой зависят жизненноважные процессы обмена веществ в организме), оптимальная температура воды для содержания петушков — 26—28 °C, а минимальная не ниже 25 °С. При охлаждении воды до +22/+20°С рыбки опускаются на дно, стараясь зарыться в грунт (или в ил, в мох, в основания растений), и погружаются в коматозное состояние «зимней спячки». При повышении температуры воздуха, а соответственно и воды, рыбки моментально просыпаются и всплывают к поверхности.
Аэрация аквариума для бойцовых рыбок не нужна (при высоте столба воды более 15 см аэрация необходима только для перемешивания поверхностных более тёплых и придонных прохладных слоёв воды).
Фильтрация нужна для установления био-баланса в аквариуме.
В аквариуме желательна густая растительность, с «полянами» для свободного плавания. Растениям необходимо освещение 8—14 часов в сутки, в зависимости от вида растений и яркости используемых ламп.
Самок в аквариуме можно держать стайкой, но обязательно отдельно от самца. У самок устанавливается иерархия, вначале или при подселении новой самки могут быть стычки. Самец может быть только один. Но если аквариум очень большой и растительности много — один самец, располагая требуемой территорией, может спокойно относиться к другому, если тот не пересекает границу.

### Особенности содержания
Современные породы бойцовых рыбок, с необычными формами и декоративно пышными — нежными плавниками у самцов, не рекомендуется содержать в больших аквариумах с другими рыбками по причине возможной утраты их великолепия, где не столь большую роль играет драчливость характера петушков, сколько задиристость со стороны иных представителей рыб (неонов, барбусов, меченосцев, данио и др. представителей аквариумных рыбок). Кроме того, в толще воды большого аквариума не все плавники самцов развиваются одинаково равномерно; объём сосуда для содержания может быть небольшого размера — около 10 литров и выше, при этом необходимо следить за чистотой воды, регулярно удаляя нечистоты и остатки пищи сифоном. Для взрослой особи минимальный объём аквариума 10 литров. Самки, не имеющие длинных вуалевых плавников, в общем аквариуме с иными видами рыб уживаются прекрасно и в зависимости от индивидуальности характера.

### Кормление
Подходящим кормом для взрослых бойцовых рыбок являются личинки насекомых, особенно различных комаров. Кроме того, петушки едят разнообразный живой, замороженный и сухой корм. К живому относятся: зоопланктон, мотыль (личинки комара), трубочник (бурый червь), артемия пресноводная и солоноводная. Живые корма необходимо правильно подготавливать, чтобы не занести вместе с ними заразу в аквариум. К замороженным относятся мотыль, дафния, артемия, коловратка и так далее. Сухие корма существуют гранулированные и хлопьевидные, специально разработанные именно для петушков, но предпочтение следует отдать живым и мороженным, так как сухие корма часто приводят к воспалению ЖКТ, и не съеденные остатки сильно портят воду. Поедают улиток и плоских червей.
Декоративных бойцовых рыбок с пышным оперением плавников, содержащихся в небольших сосудах, лучше кормить живыми и замороженными кормами: они меньше загрязняют воду.
Разводят бойцовых рыбок так: самочку, брюшко которой раздулось от икры, сажают в банку с пузырьком воздуха чтобы она дышала и помещают в нерестовик. Там уже должен плавать самец. Увидев самку, он начнет строительство пенного гнезда. Потом самка и самец начинают спариваться. Подняв икру со дна, они поместят её в пенное гнездо.
Самку отсаживают сразу, а через 5 дней и самца, чтобы избежать детоубийства.